# Flughafen Lucknow

i8
i11
i13
Der ca. 123 m hoch gelegene Flughafen Lucknow (englisch Lucknow International Airport oder Chaudhary Charan Singh Airport) ist ein zivil genutzter Flughafen im nordindischen Bundesstaat Uttar Pradesh.

## Lage
Der Flughafen Lucknow liegt im Norden der Gangesebene ca. 15 km (Fahrtstrecke) südwestlich der Stadt Lucknow (oder Lakhnau).

## Geschichte
Der Bau des Flughafens erfolgte im Jahr 1986, doch wurde er anfangs nur für offizielle und repräsentative Zwecke genutzt. Seit dem Jahr 1996 ist er als Zivilflughafen ausgewiesen und seit dem Jahr 2012 hat er einen internationalen Status.

## Verbindungen
Mehrere nationale Verbindungen bedienen die Städte Delhi, Mumbai, Bangalore, Kolkata sowie zahlreiche weitere Destinationen. Internationale Flüge verbinden die Region um Lucknow mit den Anrainerstaaten des Persischen Golfs, wo viele Inder als Gastarbeiter tätig sind.

## Sonstiges
- Betreiber des Flughafens ist die Adani Group.
- Es gibt eine Start- und Landebahn mit ca. 2745 m Länge.